# التقسيمات الفرعية لأندونيسيا
التقسيمات الفرعية لأندونيسيا (بالإنجليزية: Subdivisions of Indonesia): تنقسم إندونيسيا إلى أقاليم. تتكون الأقاليم من تقسيمات فرعية (ريجنسي أو كوتا). تتمتع الأقاليم والتقسيمات الفرعية بحكوماتها المحلية وهيئاتها البرلمانية الخاصة.